# Las Tejedas
Las Tejedas es un despoblado español perteneciente al municipio de Molinaseca, en la provincia de León, comunidad autónoma de Castilla y León. En el Diccionario Geográfico de Pascual Madoz se describe como barrio de Folgoso del Monte que con el tiempo se ha convertido en otro despoblado.

## Toponimia
Relacionado con la fitonimia, en este caso referido al tejo, derivado de taxus. Es una palabra castellanizada.

## Geografía física
Rodeado de bosques.

### Ubicación
El despoblado se halla en el Valle de las Tejedas, un valle que discurre casi paralelo al Camino de Santiago

### Hidrografía
Arroyo de las Tejedas.

## Historia
Siglos XX y XXI
A partir de 1970 no consta en la población I.N.E.

## Cultura

### Arquitectura
Viviendas realizadas siguiendo la pauta de la arquitectura tradicional. Algo separada del núcleo y en un lugar más alto se encuentra lo que fue la iglesia o ermita de la que se conservan los muros y la espadaña. Dependía de la iglesia de Folgoso del Monte que era su matriz.